# Libia na letnich igrzyskach olimpijskich
Reprezentanci Libii po raz pierwszy pojawili się na letnich igrzyskach olimpijskich w 1964 roku. Libijscy sportowcy nie pojawili się na trzech igrzyskach: w 1972, 1976 oraz w 1984 roku. Do tej pory nie zdobyli żadnego medalu.

## Medaliści letnich igrzysk olimpijskich z Libii

### Złote medale
Brak

### Srebrne medale
Brak

### Brązowe medale
Brak